# Jacob Astley (5e baronnet)
Pour les articles homonymes, voir Astley.
Jacob Henry Astley, 5e baronnet (12 septembre 1756 - 28 avril 1817) est un propriétaire terrien anglais et un député.

## Biographie
Il est le troisième fils d'Edward Astley (4e baronnet) de Melton Constable et Rhoda Delaval, fille de Francis Blake Delaval de Seaton Delaval, Northumberland. Il fréquente la Westminster School et le Trinity College de Cambridge.
Le 14 janvier 1789, il épouse Hester Browne, avec qui il a trois fils et six filles. Son père Edward est député de Norfolk pendant vingt-deux ans et ne se représente pas en 1790. Jacob reçoit une commission de capitaine dans la milice d'East Norfolk en 1780, qu'il conserve jusqu'en 1794, date à laquelle il devient lieutenant-colonel de la Norfolk Fencible Cavalry, un rôle qu'il occupe pendant cinq ans. Il est au service militaire en Écosse en 1797 lorsque sa mère annonce sa candidature à l'un des sièges de l'ancienne circonscription de son père, qui est devenu vacant lorsque John Wodehouse est nommé pair. L'autre député de la circonscription, Thomas William Coke, lui offre une aide financière et Astley est élu sans opposition, malgré le fait que Wodehouse ait menacé de refuser sa pairie et de rester député pour bloquer son élection.

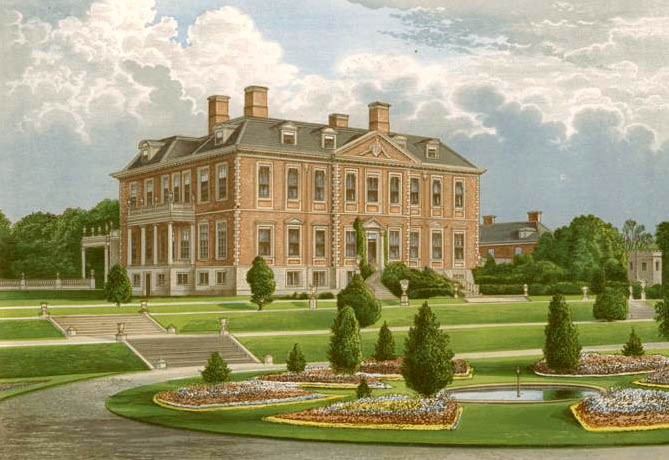
Melton Constable Hall, Norfolk

Astley professe la neutralité et s'éloigne publiquement de Coke, mais il vote avec les Whigs contre les taxes imposées et le remboursement de l'impôt foncier de William Pitt le Jeune fin 1797 et début 1798, contre le refus d'engager des négociations de paix avec la France en 1800 et pour la motion de censure de Grey du 25 mars 1801. À la mort de son père en 1802, ses deux frères aînés étaient morts et il a donc hérité du titre de baronnet et de Melton Constable Hall dans le Norfolk. Toujours aidé par Coke, sa campagne de réélection de 1802 est féroce et il est attaqué comme "un menteur, un lâche, un assassin, un scélérat, un meurtrier; et ... [le meurtrier de] son propre père". Il intente une action en diffamation, bien que la défense ait cité les paroles de son propre père juste avant sa mort et Astley n'a obtenu qu'un cinquième des 10 000 £ de dommages et intérêts qu'il a réclamés.
Lorsque le frère de sa mère, Edward Delaval meurt en 1814, il hérite de Seaton Delaval Hall dans le Northumberland.
L'élection de 1806 élit Coke et William Windham comme députés de Norfolk, mais sur pétition, ce résultat est déclaré invalide et lors d'une élection partielle l'année suivante, Astley et Edward, le frère cadet de Coke, sont élus à la place. Astley prend des congés en 1815 et 1816 et est décédé en 1817. Son fils aîné Jacob Astley (16e baron Hastings) lui succède comme baronnet.